# Wallners
Wallners is band van vier kinderen uit een familie uit Wenen. Hun muziek kan worden ondergebracht in het genre dreampop.

## Geschiedenis
De vier broers en zussen Anna, Laurenz, Max en Nino Wallner maakten al op jonge leeftijd samen muziek, omdat hun vader een pianowinkel had en hij zijn kinderen piano leerde spelen. 
Hun eerste single In my Mind verscheen in 2020 via Universal Music Oostenrijk en een jaar later werd hun eerste EP Prolog I uitgebracht. In 2023 kreeg In My Mind meer publieke aandacht toen het - als enige soundtrack - werd gebruikt in de Duitse filmdrama Roter Himmel, geregisseerd door Christian Petzold . Datzelfde jaar waren ze ook te zien op Eurosonic Noorderslag in Groningen.  Begin 2025 bracht de band hun debuutalbum End of Circles uit en ging voor het eerst op tournee.

## Genre
De muziekstijl van de Wallners wordt door Nederlandse media omschreven als een zweverige wegdroomsound.  De Amerikaanse band Cigarettes After Sex wordt gezien als inspiratiebron voor de broer-zusband. 

## Discografie

### Album
- 2025: End Of Circles

### EP's
- 2021: Prolog I

### Singles
- 2020: In my Mind
- 2020: Ships
- 2021: Dracula